# Sanchonuño
Sanchonuño is een gemeente in de Spaanse provincie Segovia in de regio Castilië en León met een oppervlakte van 29,27 km². Sanchonuño telt 946 inwoners (1 januari 2016).